# Новоросійський трамвай
Новоросійський трамвай — трамвайна система, що функціонувала в Новоросійську з 1934 по 1969 роки.

## Історія
Трамвайний рух в Новоросійську було відкрито 1 липня 1934 року. Лінія була продовжена в січні 1935 року, вона проходила від цементного заводу «Пролетарій» до робочої околиці Мефодіївка через східну частину міста. Першими були використані 6 моторних вагонів Х і 3 причіпних М.
У 1939 році першу лінію продовжили на схід до цементного заводу «Жовтень».
7 листопада 1940 року відкрили 4-кілометрову лінію в західній частині міста: від Станиці вулицями Ворошиловська, Слепцовська, Лейтенанта Шмідта, Толстого, Губернського, Паризької Комуни, Комінтерну і Колгоспна до ринку. На західній лінії експлуатувалися 4 вагона, через велику кількість залізничних шляхів, що ведуть в порт, зв'язку зі східною лінією не було. Загальна протяжність шляхів склала 11,7 км.
У 1942 році під час бойових дій трамвайна мережа Новоросійська була зруйнована. Західна лінія в Станичку постраждала найсильніше і не була відновлена.

### Післявоєнний період
10 серпня 1946 року було відновлено трамвайний рух на 5-кілометровій ділянці від Мефодіївки до цементного заводу «Пролетарій». 25 листопада 1947 року рух трамваїв було закрито. 10 липня 1948 року було відновлено рух на ділянці НоворЕС — Поштова вулиця. У листопаді 1948 року ділянку Новорес — Мефодіївка було введено в експлуатацію.
У проекті реконструкції Новоросійська 1949 року в західній частині міста передбачалося спорудження двох ліній: по вулиці Енгельса до Куніковки і по вулиці Сипягина у промисловий район. При цьому запроектовані лінії повинні були зв'язати з діючою з допомогою будівництва естакади. Однак в 1950-і роки естакада над залізничними коліями побудована не була, і лінії в західній частині міста не були збудовані.
До 1954 року оборотні кільця на кінцевих зупинках були відсутні. У 1954 році через рік після надходження двох нових односторонніх поїздів КТМ-1 / КТП-1 на НоворЕС було влаштовано оборотне кільце, після чого нові поїзди пустили в експлуатацію. У старих вагонах почалося обладнання кабін для водіїв, двері в деяких з них залишалися на лівій стороні.
У жовтні 1957 року було відкрито рух на новозбудованому південній ділянці від Новореса до цементного заводу «Жовтень». У листопаді 1957 року північний відрізок лінії в Мефодіївка був продовжений на 644 метра. Поруч була побудована станція для причіпних вагонів. Загальна довжина шляхів досягла 9,9 км.
У березні 1969 року було створено Новоросійське трамвайно-тролейбусне управління, але таким воно називалося недовго. 1 квітня 1969 року була відкрита лінія тролейбуса. Була побудована естакада через залізничні колії, і по ній почалася прокладка другої черги тролейбуса до цементних заводів. Одночасна експлуатація трамвайної і тролейбусної мереж була визнана недоцільною. Останнім днем руху стало 24 серпня 1969 року. У вересні 1969 року по побудованої естакаді до цементного заводу «Пролетарій» була пущена лінія другої черги новоросійського тролейбуса. 31 жовтня того ж року Рада Міністрів Української РСР ухвалила постанову «Про закриття трамвайного руху в Новоросійську», на підставі якого 22 січня 1970 року рішенням міської ради Новоросійська трамвай на узбережжі Цемеської бухти припинив своє існування.

## Рухомий склад
| Модель | Завод-виробник                       | Число експлуатувалися пасажирських вагонів | початок експлуатації               | кінець експлуатації | нумерація                                                                                      | Робота в трамвайних поїздах | Примітки              |
| ------ | ------------------------------------ | ------------------------------------------ | ---------------------------------- | ------------------- | ---------------------------------------------------------------------------------------------- | --------------------------- | --------------------- |
| Х      | Митіщинській Машинобудівний завод    |                                            | 1 липня 1934                       |                     | № 1-6                                                                                          |                             |                       |
| М      | Митіщинській Машинобудівний завод    |                                            | 1 липня 1934                       |                     | № 01-03                                                                                        |                             |                       |
| КТМ-1  | Усть-Катавський Вагонобудівний завод |                                            | тисячі дев'ятсот п'ятьдесят-чотири |                     | № 9-11                                                                                         |                             |                       |
| КТП-1  | Усть-Катавський вагонобудівний завод |                                            | 1954                               |                     | № 04-05, № 09-011                                                                              |                             |                       |
| МС     | Завод «Червоний Путиловець»          |                                            | Кінець 1950-х                      |                     | № 1, № 3, № 4, № 1872 № тисяча вісімсот сімдесят п'ять, № 1876, № 2107, № 2177, № 2190, № 2303 |                             | Отримано з Ленінграда |
| ПМ     | Митіщинській Машинобудівний завод    |                                            | Кінець 1950-х                      |                     | № 02 (?), 06                                                                                   |                             | Отримано з Ленінграда |
| ПС     | Завод "Червоний Путиловець"          |                                            | 1959–1962                          |                     | № 02 (?), № 06, № 14, № 92, № 223, № 314                                                       |                             | Отримано з Ленінграда |